# Съезжий дом 4-й Адмиралтейской части
Съезжий дом 4-й Адмиралтейской части — большое кирпичное строение середины XIX века на площади Репина у пересечения набережной реки Фонтанки и набережной канала Грибоедова в Адмиралтейском районе Санкт-Петербурга. Объект культурного наследия России регионального значения. В настоящее время строение используется в качестве учебного корпуса Санкт-Петербургского университета МВД России.

## История и архитектура
В Санкт-Петербурге на площади Репина с 1849 по 1851 годы велось строительство съезжего дома по проекту академика профессора архитектуры Рудольфа Желязевича.
Здание в три этажа в кирпичном стиле возведено в духе раннего флорентийского ренессанса и похоже на дворец Синьории (Палаццо Веккио), в нём ярко выражены черты оборонительного зодчества. Арочный тип присутствует в оконных проёмах всех этажей, в главном входе и в воротных проёмах трубной. Мощный карниз венчает фасад и декорирован машикулями.

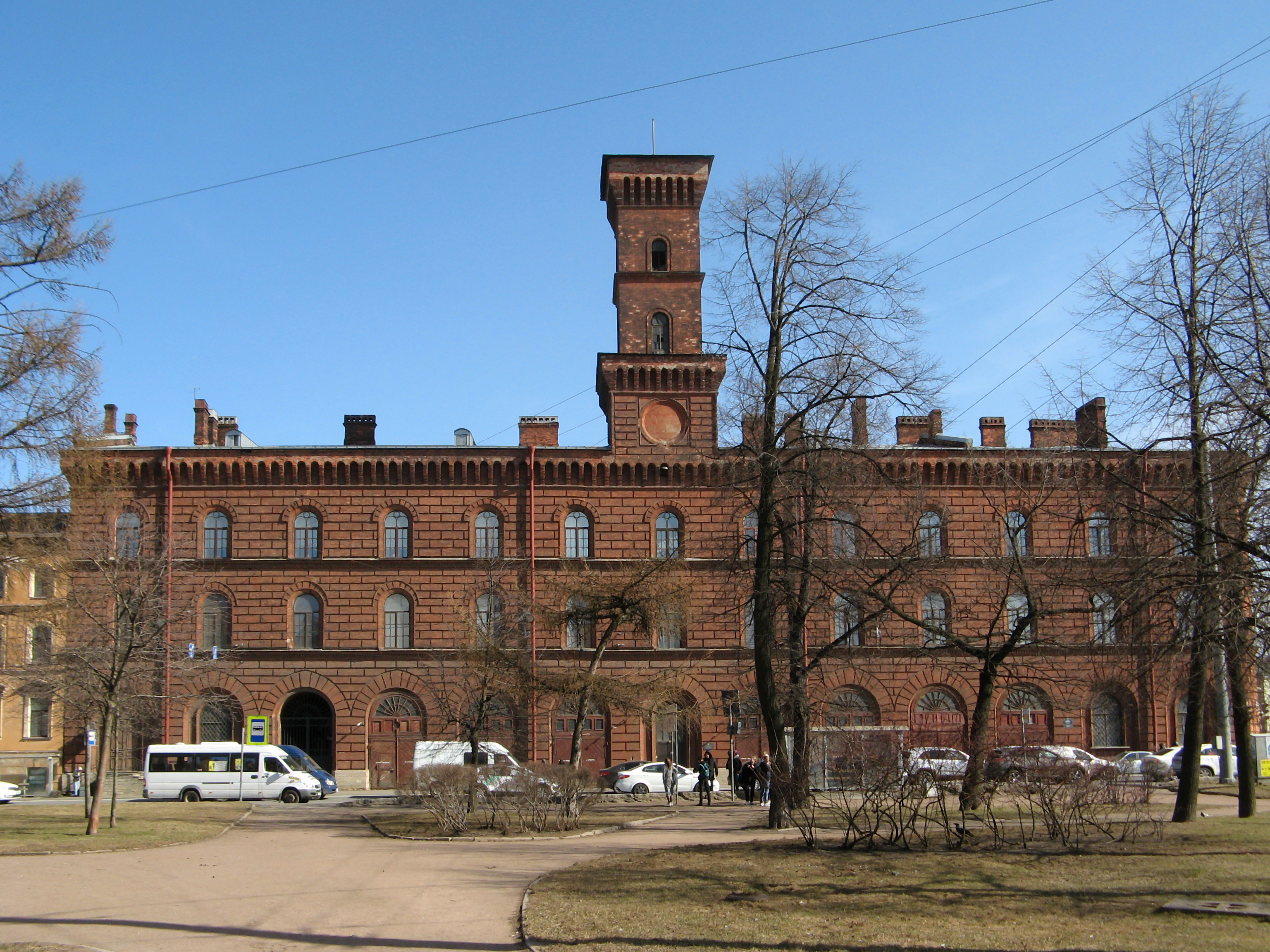
Вид на фасад с площади Репина

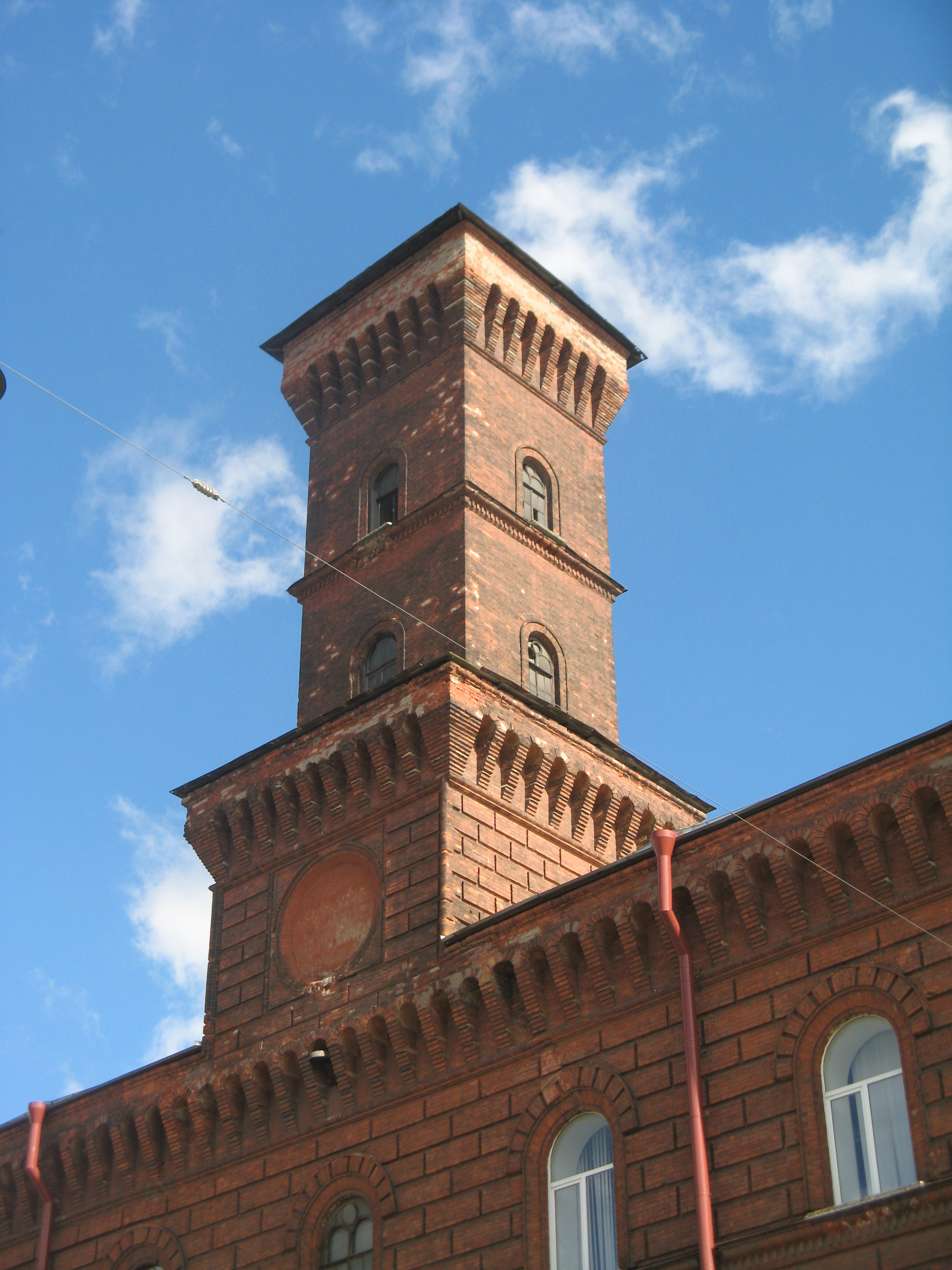
Пожарная каланча

Кирпичная трехъярусная каланча построена по средней оси главного фасада, по форме — квадратная. Карнизы завершают также первый и третий ярус. На каланче сверху была первоначально установлена деревянная будка, обитая железом, с металлической мачтой для подачи сигналов о пожаре, там находился дежурный. Высота строения примерно 40,6 метров.
В 1902 году на первом этаже находились управление 2-го полицейского участка Коломенской части, кухни для пожарных и арестантов, трубная, приемный покой и прачечная. На втором этаже располагались казармы пожарных, квартиры и швальня пожарной части, на третьем этаже — казармы полицейских, жилые квартиры и военно-полицейский телеграф. Четырехэтажный флигель для арестантов находился во внутреннем дворе, рядом, на первом этаже, располагалась контора смотрителя дома. Со стороны двора боковой фасад имел четыре этажа, там были обустроены женские и мужские камеры для нетрезвых людей, а также дополнительные камеры для арестантов. Здесь же расположилось двухэтажное строение каменной службы, где находились цейхгауз, конюшни и сеновалы.

## Современное состояние
В настоящее время здание используется в качестве учебного корпуса Санкт-Петербургского университета МВД России, здесь располагаются факультет подготовки финансово-экономических кадров и факультет переподготовки и повышения квалификации.

## Документы
Распоряжение Комитета по государственному контролю, использованию и охране памятников истории и культуры Правительства Санкт-Петербурга от 21.07.2009 г. № 10-22 г. Санкт-Петербург. «О включении выявленных объектов культурного наследия в Единый государственный реестр объектов культурного наследия (памятников истории и культуры) народов Российской Федерации».